# Nulladik óra
A Nulladik óra (angolul: The Breakfast Club) 1985-ben bemutatott amerikai filmvígjáték-dráma, melyet John Hughes rendezett. A film öt, egymástól teljesen különböző középiskolásról szól, akik szombat reggeli büntetésüket töltik összezárva iskolájuk könyvtárában.
Egyes kritikák szerint a film egyike a legjobb középiskolás tematikájú filmeknek, és Hughes legjellegzetesebb, illetve legemlékezetesebb alkotásának számít.

## Cselekmény
|  | Alább a cselekmény részletei következnek! |

A film öt középiskolai diák történetéről szól, akik 1984. március 24-én egy képzeletbeli chicagói előváros, Shermer középiskolájában a szombat reggeli büntetésüket töltik. Nem teljesen ismeretlenek egymásnak, de jól elhatárolható klikkekből jönnek, és látszólag semmi közös nincs bennük.
Allison Reynolds (Sheedy), Andrew Clark (Estevez), John Bender (Nelson), Brian Johnson (Hall) és Claire Standish (Ringwald) az iskola könyvtárában gyűlnek össze. A felügyeletüket végző Richard Vernon igazgató (Gleason) megtiltja nekik, hogy 8 órán és 45 percen át (reggel 7-től délután 16 óráig) beszéljenek, elhagyják helyüket vagy aludjanak. Mielőtt magukra hagyná őket, feladatként egy esszé megírását tűzi ki, melyben arra kell választ adniuk, hogy kinek gondolják egyenként magukat. Bender, akinek különösen rossz az igazgatóval való kapcsolata, a szabályokat figyelmen kívül hagyja, Briant és Andrewt gúnyolja, illetve Claire-t zaklatja. Allison – leszámítva egy-két kitörést – kezdetben furcsamód csendben marad.
A tanulók változatos módon ütik el az időt. Fokozatosan megnyílnak egymás előtt, felfedve titkaikat (pl. Allison mániákus hazudozó, Bender hátrányos családi környezetből származik, Brian öngyilkosságot kísérelt meg, Claire pedig szégyelli szüzességét). Rájönnek, hogy szüleikhez való viszonyuk feszült, és félnek, hogy ugyanazon hibákat követik majd el, mint a környezetükben élő felnőttek. A kialakuló barátságuk ellenére félnek, hogy a büntetés leteltével mindenki visszamegy a saját klikkjéhez, és soha többé nem beszélnek majd egymással.
A többiek kérésére Brian megírja az esszét, mely tulajdonképpen egy levél, amiben ellenszegül a feladatnak. Nem azt írja le, hogy ők milyennek látják magukat, hanem az igazgató által már előre rájuk ruházott szerepeket sorolja fel (egy atléta, egy reménytelen eset, egy bálkirálynő, egy zseni és egy tolvaj). Jelzi, hogy tudatában vannak annak, hogy más válaszokat nem fogad el tőlük. Az esszét „The Breakfast Club” (magyarul: A nulladik órások) névvel írja alá, majd az asztalon hagyja az igazgatónak.
Mielőtt elhagyják a könyvtárat, Claire és Bender a mellékhelyiségben csókolóznak. Az iskola előtt Allison és Andrew is csókkal válnak el, Claire pedig Bendernek ajándékozza egyik fülbevalóját, amit a fiú a fülébe rak.
|  | Itt a vége a cselekmény részletezésének! |

## Szereplők
| Szereplő         | Színész        | Magyar hang                    | Magyar hang                  |
| Szereplő         | Színész        | 1. magyar változat (1997–2000) | 2. magyar változat (2022–23) |
| ---------------- | -------------- | ------------------------------ | ---------------------------- |
| Andrew Clark     | Emilio Estevez | Molnár Levente                 | Molnár Levente               |
| Brian Johnson    | Michael Hall   | Harsányi Bence                 | Berkes Bence                 |
| John Bender      | Judd Nelson    | Boros Zoltán                   | Gacsal Ádám                  |
| Claire Standish  | Molly Ringwald | Balázs Ági                     | Csifó Dorina                 |
| Allison Reynolds | Ally Sheedy    | Murányi Tünde                  | Csuha Borbála                |
| Richard Vernon   | Paul Gleason   | Ujréti László                  | Barát Attila                 |
| Carl a takarító  | John Kapelos   | Albert Gábor                   | Albert Gábor                 |
| Brian apja       | John Hughes    | nem szólal meg                 | nem szólal meg               |
| Brian anyja      | Mercedes Hall  |                                | Tóth Enikő                   |
| Brian húga       | Mary Christian |                                | Bak Julianna                 |
| Andrew apja      | Ron Dean       | Imre István                    | Orbán Gábor                  |
| Claire apja      | Tim Gamble     | Rudas István                   |                              |

## A film készítése

### Szereplőválogatás
Emilio Estevezt eredetileg John Bender szerepére hallgatták meg, de amikor Hughes nem talált megfelelő színészt Andrew Clark szerepére, Estevezt újra meghallgatták. Bender szerepére Nicolas Cage is szóba került, végül Judd Nelson és John Cusack  közül az utóbbira esett a választás. A forgatás előtt azonban úgy döntött a rendező, hogy Cusack-ot kicseréli Nelsonra, mivel előbbi nem nézett ki eléggé félelmetesnek a szerepében. Molly Ringwald Allison Reynolds szerepét szerette volna eljátszani, azonban Ally Sheedy már ígéretet kapott a szerepre. A takarító szerepét Rick Moranisnak szánták, azonban alkotói nézetkülönbségek miatt John Kapelos váltotta fel.
A forgatások alatt Hughes majdnem elbocsájtotta Nelsont, mivel a filmezés szüneteiben folyamatosan zaklatta Ringwaldot. Végül, az igazgatót játszó Paul Gleason közbenjárására maradhatott.

### Forgatás

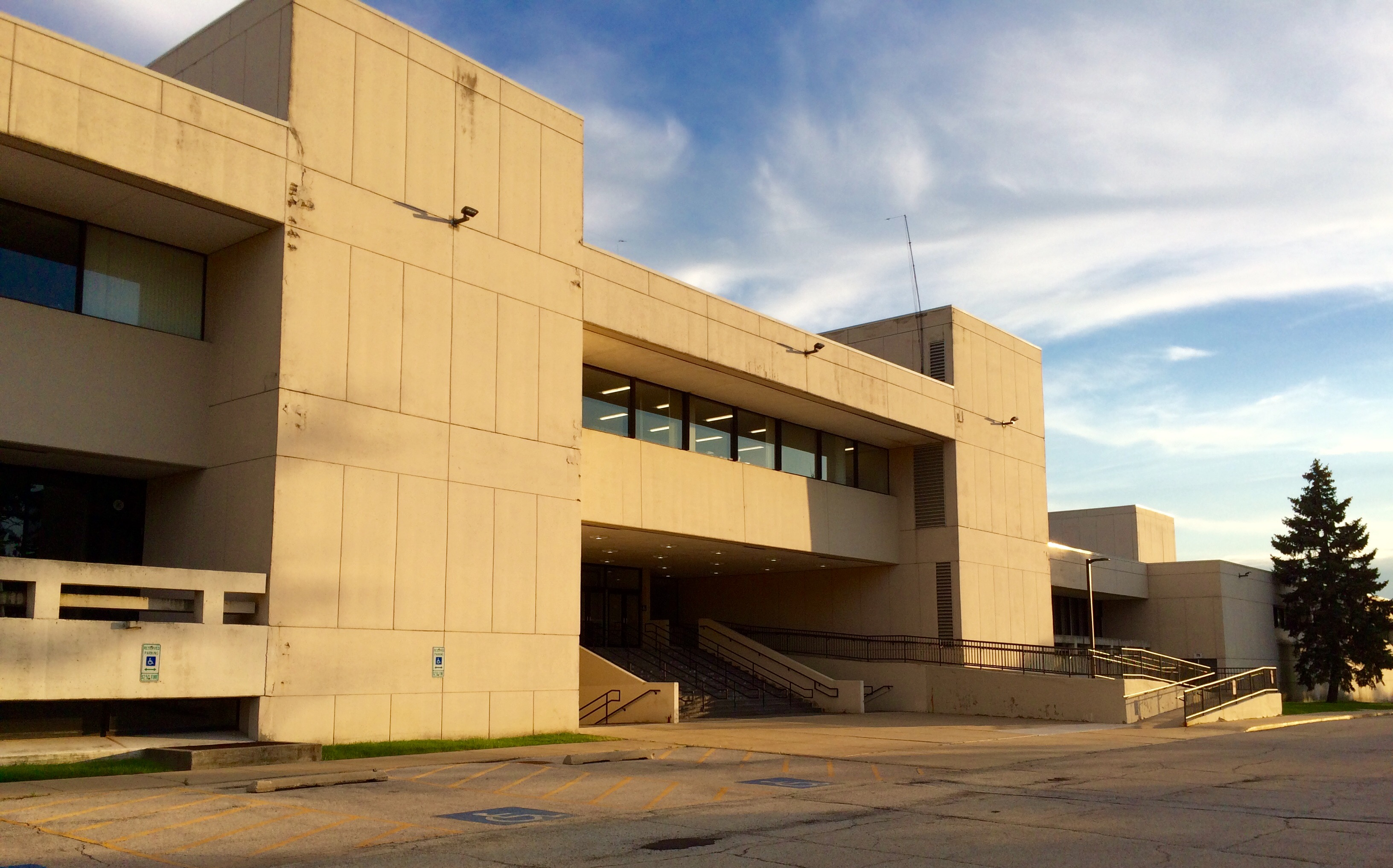
A forgatás helyszínéül szolgáló Maine North High School

A Premiere magazin 1999 októberi számában Hughes elmondta, hogy a forgatáskor még kevés szakmai tapasztalattal rendelkezett, ezért a kérését, hogy rendezhessen, kételkedéssel és ellenállással fogadták. Végül sikerült megnyernie a befektetőket, mondván, hogy a viszonylag alacsony (1 millió dolláros) költségvetés és az egyetlen forgatási helyszín miatt a kockázat igen alacsony.
A forgatás 1984. március 28-án kezdődött és ugyanazon év májusának végére fejeződött be.
A forgatás helyszíne a Maine North középiskola volt Des Plaines-ben, Illinois államban, ugyanabban az iskolában, ahol Hughes Meglógtam a Ferrarival című filmjének iskolai jeleneteit is felvették. Ezt a filmet azonban a Nulladik óra után csak egy évvel mutatták be. Az iskolát már 1981-ben bezárták, még mielőtt John Hughes helyszínéül választotta. A film zárójelenetében Bender az iskola futballpályáján megy keresztül.
Hughes elmondása szerint az első kópia 150 perces volt.

## Fogadtatása
A film 91%-ot kapott a Rotten Tomatoes kritikusaitól. Kiemelik, hogy „a Nulladik óra melegen, éleslátással és nagyon viccesen nyújt bepillantást a kamaszok életébe.” A Metacritic honlapján 100-ból 62 pontot kapott.
2008-ban az Empire magazin beválasztotta Minden idők 500 legjobb filmje közé (369. hely). Előbbihez hasonlóan a The New York Times is beválasztotta a filmet Minden idők 1000 legjobb filmje közé. Az Entertainment Weekly listáján első helyen végzett az 50 legjobb sulifilm kategóriájában. A filmet a Steven Jay Schneider szerkesztésében megjelent 1001 film, amit látnod kell, mielőtt meghalsz című könyvben is megemlítik.
Bemutatásakor jegyeladási mutatóit tekintve a harmadik legsikeresebb film volt az akkor vetített Beverly Hills-i zsaru és A kis szemtanú mögött.

## Emlékezete
2005-ben, az MTV Movie Awards-on, a film 20. évfordulója alkalmából Silver Bucket of Excellence-díjjal jutalmazták az alkotókat. Az eseményre az MTV meghívta az egykori főszereplőket, akik Estevez kivételével részt is vettek a díjátadón. Az este folyamán a Yellowcard pop-punk zenekar előadta a film himnuszát, a Don't You Forget About Me-t.
2010-ben a 82. Oscar-gálán Sheedy, Hall, Ringwald és Nelson mind megjelentek a John Hughes-ra való megemlékezésen. Mellettük Hughes más filmjeinek főszereplői is megjelentek: Jon Cryer (Álmodj rózsaszínt), Matthew Broderick (Meglógtam a Ferrarival) és Macaulay Culkin (Reszkessetek, betörők!).
A 2001-es Már megint egy dilis amcsi filmben Gleason Vernon helyettes igazgató egy rövid jelenetben a Nulladik órát parodizálja.
A Balfékek című sorozatban Abed gyakran idéz a Nulladik órából, illetve párhuzamba állítja tanulócsoportjukat és a büntetésüket töltő fiatalokat.

## Érdekességek
Az angol nyelvű film legelső jelenetében kiderül, hogy Claire miért kerül büntetésbe. A lány apja azt mondja: „Honey, ditching class to go shopping doesn't make you a defective.” Tükörfordításban: „Édesem, meglógni az osztályból, hogy elmenj vásárolni, nem tesz visszamaradottá.” Azonban a magyar szinkronban csupán ennyi hangzik el: „Attól még nem vagy visszamaradott, hogy iskolába kell járnod.” Ebből egyértelműen nem derül ki miért van büntetésben Claire. A későbbiekben sem tisztázódik ez a kérdés.[forrás?]

## Zene
1. "Don't You (Forget About Me)" – Simple Minds
2. "Waiting" – E.G. Daily
3. "Fire in the Twilight" – Wang Chung
4. "I'm the Dude" (hangszeres) – Keith Forsey
5. "Heart Too Hot to Hold" – Jesse Johnson, Stephanie Spruill
6. "Dream Montage" (hangszeres) – Gary Chang
7. "We Are Not Alone" – Karla DeVito
8. "Reggae" (hangszeres) – Keith Forsey
9. "Didn't I Tell You?" – Joyce Kennedy
10. "Love Theme" (hangszeres) – Keith Forsey

## [16]Jegyzetek
1. ↑  Bevétel - statisztikák. Box Office Mojo. (Hozzáférés: 2012. november 16.)(angolul)
2. ↑  Minden idők 25 legjobb sulifilmje. rottentomatoes.com, 2010. szeptember 16. (Hozzáférés: 2012. november 16.)(angolul)
3. ↑  50 legjobb sulifilm, 2012. szeptember 22. [2013. június 5-i dátummal az eredetiből archiválva]. (Hozzáférés: 2012. november 16.)(angolul)
4. ↑  Nulladik óra (1. magyar változat)  az Internetes Szinkron Adatbázisban (magyarul)
5. ↑  Nulladik óra (2. magyar változat)  az Internetes Szinkron Adatbázisban (magyarul)
6. ↑  Dave Itzkoff: Molly Ringwald visszaemlékezése John Hughes-ra. The New York Times, 2010. szeptember 17. (Hozzáférés: 2012. november 16.)(angolul)
7. ↑  Teen Days That Shook the World, 1999. október. (Hozzáférés: 2012. november 16.)(angolul)
8. ↑  Dameron, Emerson: John Hughes: A rendezői változat. Newcity Film, 2009. augusztus 11. (Hozzáférés: 2012. november 16.)(angolul)
9. ↑  Nulladik óra. Értékelések, fényképek. Rotten Tomatoes. (Hozzáférés: 2012. november 16.)(angolul)
10. ↑  'Nulladik óra'. Metacritic. [2020. május 14-i dátummal az eredetiből archiválva]. (Hozzáférés: 2012. november 16.)(angolul)
11. ↑  'Empire's The 500 Greatest Movies of All Time. Empire Magazine. (Hozzáférés: 2012. november 16.)(angolul)
12. ↑  „The Best 1000 Movies Ever Made”, The New York Times, 2003. április 29. (Hozzáférés: 2012. november 16.) (angolul)
13. ↑  Entertainment Weekly's The 50 Best High School Movies. AMC Filmsite.org. (Hozzáférés: 2012. november 16.)(angolul)
14. ↑  Weekend Box Office: February 15-18, 1985—4-day President's Day Weekend. Box Office Mojo. (Hozzáférés: 2012. november 16.)(angolul)
15. ↑  A. O. Scott: FILM REVIEW; Pretty in Prank: A Spoof of a Lampoon of a Satire of.... The New York Times, 2011. december 14. (Hozzáférés: 2012. november 16.)(angolul)
16. ↑  Nulladik óra - ISzDb. iszdb.hu. (Hozzáférés: 2025. január 26.)

## Fordítás
- Ez a szócikk részben vagy egészben  a   The Breakfast Club című angol Wikipédia-szócikk ezen változatának fordításán alapul.  Az eredeti cikk szerkesztőit annak laptörténete sorolja fel. Ez a jelzés csupán a megfogalmazás eredetét és a szerzői jogokat jelzi, nem szolgál a cikkben szereplő információk forrásmegjelöléseként.